# Vito Postiglione
Vito Postiglione (ur. 28 lutego 1977 w Potenzy) – włoski kierowca wyścigowy.

## Kariera
Postiglione rozpoczął karierę w międzynarodowych wyścigach samochodowych w 1998 roku od startów w Renault Megane Winter Cup Italy, gdzie zdobył tytuł mistrzowski. W późniejszych latach Włoch pojawiał się także w stawce Renault Megane Sport Cup Italy, Renault Clio Cup Italy, Renault Sport Clio Trophy, Renault Clio International Cup, Ferrari Challenge Italy – Trofeo Pirelli, Italian GT Championship, Włoskiego Pucharu Porsche Carrera, World Touring Car Championship, Porsche Supercup, Światowego Pucharu Porsche Carrera oraz Campionato Italiano Gran Turismo.
W World Touring Car Championship Włoch wystartował w ośmiu wyścigach sezonu 2009 z włoską ekipą Proteam Motorsport. Podczas obu wyścigów czeskiej rundy uplasował się na dziesiątej pozycji, co było jego najlepszym wynikiem w mistrzostwach. W klasyfikacji kierowców niezależnych został sklasyfikowany na dziewiątej pozycji.